# Verneuil-sur-Avre
Verneuil-sur-Avre /vɛʀnœjsyˈʀavʀ/ è un comune francese di 6 794 abitanti situato nel dipartimento dell'Eure, nella regione della Normandia.
Nel territorio del comune scorre il fiume Avre, affluente della Eure.

## Società

### Evoluzione demografica
Abitanti censiti